# Haplophyllum dasygynum
Haplophyllum dasygynum är en vinruteväxtart som beskrevs av C. C. Townsend. Haplophyllum dasygynum ingår i släktet Haplophyllum och familjen vinruteväxter. Inga underarter finns listade i Catalogue of Life.